# NGC 1396
NGC 1396 è una piccola galassia lenticolare (o ellittica), relativamente vicina e situata nella costellazione della Fornace, a una distanza di circa 34 milioni di anni luce dalla nostra Via Lattea.

## Scoperta
La galassia è stata scoperta il 19 gennaio 1865 dall'astronomo tedesco Julius Schmidt.

## Descrizione
L'identificazione con PGC 13398 è dubitativa, e per alcuni siti NGC 1396 sarebbe da considerarsi come un oggetto non esistente.

## Gruppo di NGC 1386
NGC 1396 fa parte del Gruppo di NGC 1386, a sua volta incluso nel più vasto Ammasso della Fornace, e che comprende almeno 7 galassie, tra cui NGC 1375, NGC 1386, NGC 1389, NGC 1396, NGC 1326B, ESO 358-59, ESO 358-60 e PGC 13449.
La designazione FCC 202 indica che NGC 1396 viene considerata come membro dell'Ammasso della Fornace nel catalogo di Henry Ferguson.